# Koretno
Koretno este o localitate din comuna Šmarje pri Jelšah, Slovenia, cu o populație de 58 de locuitori.